# À cause, à cause d'une femme
Pour plus de détails, voir Fiche technique et Distribution.
À cause, à cause d’une femme est un film français réalisé par Michel Deville et sorti en 1963.

## Synopsis
Rémi, joli cœur volage, papillonne d'une fille à l'autre sans jamais s'attacher. Il délaisse Chloé pour Agathe, tout en se laissant aimer par la gentille Lisette. Chloé, par jalousie, l'accuse injustement du meurtre de son fiancé Olivier. Rémi réussit à échapper à la police grâce à Lisette et Agathe qui pactisent afin d'aider leur bel inconstant.
Le trio, en menant l'enquête de son côté, suit la piste de Johann Muller que Rémi a aperçu sur le lieu du crime. Le trio trouve l'hôtel parisien où Muller réside en compagnie de son amie Cécilia. Lisette y prend une chambre pour les espionner. Mais Johann Muller prouve son innocence et soustrait Rémi aux policiers qui ont suivi sa trace jusqu'à l'hôtel. Rémi tombe éperdument amoureux de Cécilia qui n'éprouvera jamais que de l'amitié pour lui. Il sera innocenté grâce à l'intervention de ses duettistes amoureuses qui démasqueront le coupable. Mais, pour la première fois de sa vie, Rémi sera malheureux à cause, à cause d'une femme...

## Fiche technique
- Titre : À cause, à cause d'une femme[1]
- Réalisation : Michel Deville, assisté de Pierre Rissient
- Scénario : Nina Companeez et Michel Deville
- Dialogues : Nina Companeez
- Musique : Jean Dalve alias Jean-Jacques Grünenwald
- Musique additionnelle : Mozart
- Photographie : Claude Lecomte
- Son : René Longuet
- Montage : Nina Companeez
- Décors : Alexandre Hinkis
- Costumes : Ted Lapidus
- Maquillages : Janine Jarreau
- Coiffures : Simon Lanjac
- Scripte : Suzanne Durrenberger
- Pays d’origine :  France
- Tournage : 
  - Langue : français
  - Intérieurs : Studios de Boulogne (Boulogne-Billancourt, Hauts-de-Seine)
  - Extérieurs : Paris / Île-de-France, Feucherolles
- Producteur : Michel Deville
- Directeur de production : Philippe Senné
- Sociétés de production : Éléfilm (France), Les Films Fernand Rivers (France)
- Société de distribution : Les Films Fernand Rivers (France)
- Format : noir et blanc — 35 mm — 1,66:1 — monophonique (Western Electric Sound System)
- Genre : film policier, comédie dramatique
- Durée : 107 minutes
- Date de sortie :
  - France : 17 avril 1963
- (fr) Mentions CNC : tous publics, Art et Essai (visa d'exploitation no 26861 délivré le 1er avril 1963)

## Distribution
- Jacques Charrier : Rémi Fertet
- Mylène Demongeot : Lisette
- Marie Laforêt : Agathe
- Jill Haworth : Cécilia
- Helmut Griem : Johann Muller
- Juliette Mayniel : Chloé
- Odile Versois : Nathalie
- Louis Velle : Bertier
- Maurice Garrel : Moulard
- Roland Dubillard (crédité sous le pseudonyme de « Grégoire ») : Haudoin
- Yvonne Monlaur : la soubrette
- Michel Puterflam : Stéphane
- Pâquerette
- Françoise Alié
- René Alié : le danseur
- Guy Revaldy

## Thèmes et contexte
- Amour, grâce, beauté, luxe et volupté… : l'intrigue policière minimaliste est surtout prétexte à un élégant marivaudage parisien. On peut ne pas apprécier un tel concentré de beauté, autant féminine que masculine, mais ce luxueux casting donne au film une indéniable grâce : l'Allemand Helmut Griem, la Britannique Jill Haworth, les Français Jacques Charrier, Mylène Demongeot, Marie Laforêt et Juliette Mayniel (les filles aux yeux d'or de l’époque) et le charme slave d'Odile Versois. Quelques images révélatrices :
– Lisette, sorte de petit chaperon, poursuivie par les policiers au son d’un concerto de Mozart,
– Lisette et Rémi, désemparés, sur la glace de la patinoire Molitor,
– Rémi se réfugiant dans le douillet studio de Nathalie pour une voluptueuse halte,
– Agathe jouant les énergiques miss détectives,
– Rémi succombant devant l'innocente et lumineuse Cécilia…

## Autour du film
- Le titre du film fait référence au second vers du poème Ô triste, triste était mon âme, issu du recueil Romances sans paroles de Paul Verlaine.
- Mylène Demongeot : « Je me suis coupé les cheveux très court et je ne suis pas sûre que ce soit une bonne idée. Mais cette nouvelle tête est destinée au nouveau film de Michel Deville, À cause, à cause d’une femme. J'ai beaucoup d’affection pour Nina Companeez et Michel Deville et je leur suis reconnaissante de m'apporter un personnage très différent de tout ce que j'ai fait jusqu’à présent. Un personnage très proche de moi.
Ce sera un tournage gai, très famille. Le film est tendre, charmant, poétique, un peu mièvre à mon goût. […]
Dans le film joue Marie Laforêt, les plus beaux yeux du monde (d'ailleurs, à cette époque on l'appelle la fille aux yeux d'or) ; elle est baroque et drôle, j'aime beaucoup ce caractère si particulier. Il y a aussi Roland Dubillard, que je découvre, et notre jeune premier dont toutes les nénettes que nous sommes sont censées être amoureuses dans le film, Jacques Charrier. Un type plutôt triste dans la vie. Je ne me souviens plus où il en est de son histoire avec Bardot… Il nous fait ses jolies fossettes, son sourire le plus charmeur, mais le cœur n'y est pas et ça se voit… »[2]

## Vidéographie
- 2008 : coffret volume 1 Michel Deville (films de 1960 à 1964, Ce soir ou jamais, Adorable Menteuse, À cause, à cause d'une femme, L'Appartement des filles, Lucky Jo), 5 DVD remastérisés, Éléfilm Distribution (France).